# Jonas Degerfeldt
Jonas Degerfeldt, född 17 juli 1962 i Bureå, är en svensk operasångare (tenor). Han tillhör solistensemblen på Kungliga Operan i Stockholm sedan säsongen 1994–1995.
Degerfeldt är utbildad på Musikhögskolan i Göteborg och Operahögskolan i Stockholm. Han debuterade som Beppe i Leoncavallos Pajazzo på Kungliga Operan 1992. Han har även framträtt på scener såsom Glasgowoperan, Glyndebourne, Deutsche Oper i Berlin och La Monnaie i Bryssel 
Innan dess arbetade han som burlesqueartist med Anneli Jonsson i Paris och senare Berlin. Anneli blev internationellt erkänd som nakenfiolspelare i samma show (1985-1992).
Våren 2001 tilldelades han Set Svanholm-stipendiet och 2010 Jussi Björlingstipendiet.

## Roller vid Kungliga Operan (urval)
- Tamino (Mozarts Trollflöjten)
- Ryttmästare Rose (Du Puys Ungdom och dårskap, Drottningholms Slottsteater)
- Greve Almaviva (Rossinis Barberaren i Sevilla)
- Gabriel von Eisenstein och Alfred (J. Strauss Läderlappen) 1996, 2010
- Alfredo (Verdis La traviata)
- Den svagsinte (Musorgskijs Boris Godunov)
- Remendado och Don José (Bizets Carmen)
- En italiensk sångare och Flamand (R. Strauss Capriccio)
- Gustaf III (Miklós Maros Kastrater, Drottningholms Slottsteater)
- Lenskij (Tjajkovskijs Eugen Onegin) 2005-2007
- Rodolfo (Puccinis La Bohème) 2008, 2012
- Malcolm (Verdis Macbeth) 2009
- Fenton (Verdis Falstaff) 2008, 2010
- Froh (Wagners Rhenguldet) våren 2006)
- Leicester (Donizettis Maria Stuarda) våren 2006
- Ferrando (Mozarts Così fan tutte) 2009
- Raffaele von Leuthold (Verdis Stiffelio) 2011
- Chevalier de la Force Poulencs Karmelitsystrarna 2011-12

## Andra engagemang
- Jack (Weills Staden Mahagonnys uppgång och fall) och Lysander (Brittens En midsommarnattsdröm) vid Norrlandsoperan
- Don Ottavio (Mozarts Don Giovanni, Värmlandsoperan, Glasgowoperan och Théâtre de la Monnaie Bryssel)
- Lenskij (Tjajkovskijs Jevgenij Onegin, Deutsche Oper Berlin och Spoleto, Italien)
- Floyds Susannah (Deutsche Oper Berlin)
- Achille (Glucks Ifigenia i Aulis, Glyndebourne).

## Skivinspelningar
- Glucks Alceste.